# Mai (Name)
Mai ist ein Vor- und Familienname.

## Namensträger

### Vorname
- Mai Ishizawa (* 1980), japanische Schriftstellerin
- Mai Thi Nguyen-Kim (* 1987), deutsche Wissenschaftsjournalistin

### Familienname
- Agnes Thi-Mai (* 1990), deutsche Schauspielerin
- Albrecht Greiner-Mai (1932–2012), deutscher Glasbläser und Glaskünstler
- Angelo Mai (1782–1854), italienischer Philologe und Kurienkardinal
- Anke Mai (* 1965), deutsche Journalistin
- Bernhard Mai (* 1964), deutscher Konservator, Restaurator und Hochschullehrer
- Christina Mai (* 1961), deutsche Langstreckenläuferin
- Christina Josephine Mai (1872–1938), bekannt unter ihrem Künstlernamen Ines Wetzel, deutsche Malerin
- Dominic Mai Luong (1940–2017), US-amerikanischer Geistlicher, Weihbischof in Orange in California
- Doris Greiner-Mai (* 1945), deutsche Ingenieurin, Lektorin und Redakteurin
- Mai Đức Chung (* 1951), vietnamesischer Fußballspieler und -trainer
- Ekkehard Mai (1946–2020), deutscher Kunsthistoriker, Kurator und Hochschullehrer
- Ella Mai (* 1994), britische R&B-Musikerin
- Elmar Mai (* 1948), deutscher Biologe, Filmrealisator und Wissenschaftsjournalist
- Ernst Mai (* 1915), deutscher Jurist
- Franz Mai (1911–1999), deutscher Jurist und Rundfunkintendant
- Franz Anton Mai (1742–1814), deutscher Arzt, Geburtshelfer und Sozialreformer
- Franziska Mai (* 1999), deutsche Fußballspielerin
- Fräulein Mai (Missy May; * 1986), österreichische Moderatorin, Sängerin und Schauspielerin
- Gerhard Mai (* 1957), deutscher Politiker
- Günther Mai (* 1926), deutscher Brigadegeneral
- Günter Josef Mai (1923–1963), deutscher Schriftsteller
- Gunther Mai (* 1949), deutscher Historiker
- Hans Mai (* 1944), deutscher Politiker (SPD), Bürgermeister von Eberswalde
- Hartmut Mai (* 1937), deutscher lutherischer Theologe, Kunsthistoriker und Hochschullehrer
- Herbert Mai (* 1947), deutscher Manager und Gewerkschaftsfunktionär
- Herbert Greiner-Mai (1927–1989), deutscher Germanist und Verlagslektor
- Hermann Mai (1902–2001), deutscher Pädiater und Hochschullehrer
- Iris Mai (* 1962), deutsche Schachspielerin
- James Hoth Mai (* 1959), südsudanesischer Militär
- Jochen Mai (* 1968), deutscher Blogger, Journalist, Autor und Unternehmer
- Johann Mai (1859–nach 1885), Lithograf, Fotograf, Zeichner und Autor
- Johannes Wilhelm Mai (1759–1827), deutscher Apotheker
- Jordan Mai (1866–1922), deutscher Franziskaner
- Julia Mai (Triathletin) (1979–2018), deutsche Triathletin
- Julia Rebekka Mai, Geburtsname von Julia Rebekka Adler (* 1978), deutsche Musikerin
- Jürgen Mai (* 1951), deutscher Schauspieler und Regisseur
- Karl Mai (Politiker) (1909–1993), deutscher Politiker (CDU)
- Karl Mai (Fußballspieler) (1928–1993), deutscher Fußballspieler
- Karl Heinz Mai (1920–1964), deutscher Fotograf
- Karl Reinhold Mai (* 1951), deutscher Bankmanager
- Klaus-Rüdiger Mai (* 1963), deutscher Dramaturg und Schriftsteller
- Lars Lukas Mai (* 2000), deutscher Fußballspieler
- Ludger Mai (1941–2021), deutscher Organist
- Manfred Mai (Schriftsteller) (* 1949), deutscher Schriftsteller
- Manfred Mai (Politikwissenschaftler) (* 1953), deutscher Politikwissenschaftler
- Michael Mai (* 1974), US-amerikanischer Basketballtrainer
- Monika Mai (* 1960), deutsche Politikerin (SPD)
- Mukhtar Mai (* 1972), pakistanische Frauenrechtsaktivistin
- Nico Mai (* 2001), deutscher Fußballspieler
- Oskar Mai (1892–1945), deutscher Parteifunktionär (SPD, USPD, KPD) und Widerstandskämpfer
- Paul Mai (Fotograf), deutscher Fotograf
- Paul Mai (Geistlicher) (1935–2022), deutscher Priester und Historiker
- Paul Mai (Kameramann) (* um 1940), deutscher Taucher und Kameramann
- Peter Mai (1935–2014), deutscher Komponist
- Reinhold H. Mai (* 1957), deutscher Autor und Übersetzer
- Roland Mai (1935–2017), deutscher Metallurg und Hochschullehrer
- Rolf Mai (* 1966), deutscher Autor
- Sebastian Mai (* 1993), deutscher Fußballspieler
- Shengmei Mai (* 1950), chinesische Autorin
- Silvia Amella Mai (* 1961), deutsche Kulturwissenschaftlerin und Autorin
- Simona Mai (* 1977), deutsche Film- und Theaterschauspielerin
- Udo Mai (1967–2015), deutscher Fußballspieler
- Ulrike Mai (* 1960), deutsche Schauspielerin
- Vanessa Mai (* 1992), deutsche Sängerin
- Volker Mai (* 1966), deutscher Leichtathlet
- Walter Mai (* 1936), deutscher Marineoffizier und Regattasegler
- Willi Mai (1912–1945), deutscher Volkskundler
- Wladimir Senonowitsch Mai-Majewski (1867–1920), russischer General
- Yvonne Mai-Graham (* 1965), deutsch-jamaikanische Leichtathletin
- Yvonne Mai (Schauspielerin), US-amerikanisch-deutsche Schauspielerin